# Strafella-Affäre
Die Strafella-Affäre war eine personalpolitische Auseinandersetzung über die Besetzung des Generaldirektorpostens der Österreichischen Bundesbahnen, die am 25. September 1930 zum Rücktritt der Bundesregierung Schober III führte.

## Hintergrund
Mit 30. September 1929 endete die Funktionsperiode des Präsidenten der Verwaltungskommission der Bundesbahnen, weshalb man in der Regierung Überlegungen zu kommenden Besetzungen der Spitzenpositionen anstellte. Jedoch wurde die Angelegenheit bis zum Abschluss der Verfassungsreform verschoben und ein Ministerkomitee über diese Frage eingesetzt. Anfang März 1930 informierte der Christlichsoziale (CS) Vizekanzler Carl Vaugoin Bundeskanzler Johann Schober, dass mit dem Landbund ausgemacht wurde, den christlichsozialen Franz Strafella zum Generaldirektor, und den dem Landbund nahestehenden Sektionschef Bruno Enderes zum Präsidenten der Verwaltungskommission zu ernennen. Schober beabsichtigte eine Entpolitisierung der Verwaltung und schlug daher vor, den parteilosen früheren Eisenbahnminister Karl Banhans zum Präsidenten, Enderes zum Vizepräsidenten und Strafella zum Generaldirektor zu ernennen. Da Banhans und Enderes Strafella fachlich für ungeeignet hielten, war vorgesehen, Präsident und Vizepräsident in den Vorstand aufzunehmen, damit diese Strafella unter Aufsicht hätten. Gesetzliche Grundlage sollte die dafür geplante II. Bundesbahngesetz-Novelle werden.

## Ablauf
Am 15. März 1930 wurde Banhans zum Präsidenten ernannt. Am nächsten Tag wurde die bevorstehende Ernennung Strafellas vorzeitig bekannt, woraufhin die anderen Direktoren der Bundesbahnen erklärten, nicht mit ihm zusammenarbeiten zu können. Daher sah sich Banhans nicht in der Lage, Strafella zum Generaldirektor zu bestellen und stellte seinen Posten zur Verfügung (trat aber nicht zurück). Das Ministerkomitee wollte jedoch an den personellen Plänen festhalten.
Strafella geriet nun ins Visier der sozialdemokratischen Arbeiter-Zeitung, die ihn einiger vergangener und angeblich geplanter Verfehlungen bezichtigte. So sollte es bei den Bundesbahnen einen „Geheimfonds“ geben, über den „der junge Mann des Herrn Rintelen“ im Interesse der Finanzierung von Heimwehr und Wahlfonds der Christlichsozialen verfügen solle. Die Aktienbeteiligungen Strafellas an Lokalbahnen würden ihn ungeeignet machen, die Interessen der Bundesbahnen zu vertreten. Im Zusammenhang mit dem Erwerb seines Vermögens in den Jahren nach dem Krieg warf die Zeitung Strafella „Unkorrektheit“ und „Unsauberkeit“ vor.
Strafella klagte daraufhin den verantwortlichen Redakteur der Arbeiter-Zeitung, Oscar Pollak, wegen Ehrenbeleidigung. Im Parlament verzögerten die Sozialdemokratische Arbeiterpartei (SDAP) die parlamentarischen Beratungen über die II. Bundesbahn-Novelle, das Bundesgesetz kam nicht zustande. Die Regierung beschloss am 16. Juli, Banhans aufzufordern, entweder Strafella zu ernennen oder zurückzutreten. Als sich Banhans weigerte, Strafella zu ernennen, brachte es der neu ernannte Handelsminister Friedrich Schuster nicht über sich, Banhans zum Rücktritt aufzufordern. Als Ausweg wurde Strafella aufgefordert, den Ausgang des Ehrenbeleidigungsprozesses abzuwarten. Dies erfuhr Vaugoin am 22. Juli von Strafella und am nächsten Tag bereits aus den Zeitungen. Er fühlte sich übergangen, eine Vertrauenskrise zwischen Vaugoin und Schober zeichnete sich ab. Vaugoin bot dem Kanzler am 25. Juli seine Demission an, Schober nahm sie nicht an.
Schober erklärte, eine allfällige Ernennung Strafellas würde davon abhängen, dass der Prozess für ihn günstig ausginge. Vaugoin hingegen meinte, es solle nach dem Prozess seiner Entscheidung überlassen werden, ob er die Ernennung weiterhin fordere. Der Prozess, in dem Pollak von Arnold Eisler verteidigt wurde, dauerte von 17. bis 19. September. Am 19. September 1930 erging das Urteil: Die Arbeiter-Zeitung wurde zwar in mehreren Punkten verurteilt, das Gericht hielt aber die Behauptungen der „Unkorrektheit“ und „Unsauberkeit“ für erwiesen und gab der Zeitung in dem Punkt Recht. Nicht nur die Arbeiter-Zeitung, sondern auch bürgerliche Blätter wie die Neue Freie Presse sahen Strafella daher als „moralisch verurteilt“ an und berichteten über anrüchige Häusergeschäfte in der Zeit der Inflation und darüber, dass Strafella einen großen Teil seines Vermögens vor der Steuerbehörde verheimlicht hatte.
Vaugoin forderte dennoch am nächsten Tag schriftlich von Schober die Ernennung Strafellas. Zugleich kam es zu einem Konflikt zwischen Vaugoin und Schuster, bei dem es vordergründig um Sonderzahlungen, die Banhans drei Direktoren der Bundesbahnen zukommen gelassen hatte. Im Grunde ging es jedoch um eine Vertrauenskrise zwischen Schuster, der für Banhans Partei ergriff, und Vaugoin. Am 22. September erhielt Bundeskanzler Schober von den beiden je ein Demissionsangebot. Bei der Sitzung des Ministerrates am 24. September traten beide auch tatsächlich zurück. Um eine Regierungskrise zu vermeiden, drängten die anderen Regierungsmitglieder auf eine Aussprache zwischen Kanzler und Vizekanzler, die für den nächsten Tag anberaumt wurde. Vaugoin beharrte jedoch auf seinem Rücktritt, dem schloss sich nun auch das zweite christlichsoziale Regierungsmitglied, Landwirtschaftsminister Florian Födermayr, an. Durch den Rücktritt der christlichsozialen Regierungsmitglieder hatte die Bundesregierung ihre Grundlage verloren, es wurde der Rücktritt der gesamten Regierung beschlossen.

## Folgen
Die Parteien, die bisher mit der CS koaliert hatten, zeigten Unverständnis über die Vorgänge. Die Großdeutsche Volkspartei sahen das Ende der Regierung Schober als parteipolitisch motiviert und als Ausdruck einer unverantwortlichen „Parteisucht“. Der Landbund beschuldigte einen „Rechtsflügel“ in der CS, die Krise leichtfertig herbeigeführt zu haben, um die nächsten Wahlen – sie sollten im Frühjahr 1931 stattfinden – in einem christlichsozialen Kabinett zu schlagen. Nach Beratungen erklärten schließlich beide Parteien den Koalitionspakt für gebrochen und standen für keine neue Koalition unter Vaugoin zur Verfügung. Der antimarxistische Bürgerblock war also zerbrochen, was nicht das Ziel der CS gewesen war.
Somit blieb der CS nur die Bildung einer Minderheitsregierung übrig, die im Nationalrat sofort mit einem Misstrauensvotum rechnen musste. Um dem zuvorzukommen, bat sie selbst Bundespräsident Wilhelm Miklas um die Auflösung des Nationalrats und ordnete für den 9. November 1930 die vorgezogene Neuwahl des Nationalrats an. Diese Regierung, die Bundesregierung Vaugoin, ernannte Strafella am 2. Oktober zum Generaldirektor der Bundesbahnen.
Zur Nationalratswahl traten Großdeutsche und Landbund gemeinsam mit weiteren kleinen Gruppen und unter der Führung von Schober als Nationaler Wirtschaftsblock und Landbund („Schoberblock“) an, während die Christlichsozialen versuchten, sich die Unterstützung der Heimwehr zu sichern, die sich nun im Heimatblock auch parteipolitisch organisierte. Die Wahl endete mit großen Verlusten für die CS, sie verlor sieben Mandate, die im Schoberblock vereinten Parteien verloren zwei Mandate. Gewinner der Wahl waren die SDAP mit einem Plus von einem Mandat sowie der Heimatblock mit einem Einstand von acht Mandaten.

## Belege
1. ↑  Warum Strafella Generaldirektor der Bundesbahnen werden soll. In: Arbeiter-Zeitung, 13. Mai 1930, S. 1 (online bei ANNO).
2. ↑  Herr Strafella ist unmöglich!. In: Arbeiter-Zeitung, 15. Mai 1930, S. 1–2 (online bei ANNO).
3. ↑  Morgen Strafella-Prozess. Vor dem Berufungsgericht. In: Arbeiter-Zeitung, 17. Mai 1931, S. 1 (online bei ANNO).
4. ↑  Strafella gerichtet!. In: Arbeiter-Zeitung, 20. September 1930, S. 1–2 (online bei ANNO).
5. ↑  Strafella moralisch verurteilt!. In: Neue Freie Presse, 20. September 1930, S. 1–2 (online bei ANNO).
6. ↑  Was wir Herrn Strafella nachgewiesen haben. In: Arbeiter-Zeitung, 21. September 1930, S. 2 (online bei ANNO).
7. ↑  Der neue Vorstand der Bundesbahnen. In: Wiener Zeitung, 4. Oktober 1930, S. 6 (online bei ANNO).